# ديفيد كريستي (لاعب كرة قدم)
ديفيد كريستي (بالإنجليزية: David Christie)‏ هو لاعب كرة قدم بريطاني (وحمل سابقاً جنسية المملكة المتحدة لبريطانيا العظمى وأيرلندا) في مركز مهاجم داخلي، ولد في 1885. لعب مع مانشستر يونايتد.